# Sonate K. 77
Pour les articles homonymes, voir K77.
La sonate K. 77 (F.38/L.168) en ré mineur est une œuvre pour clavier du compositeur italien Domenico Scarlatti.

## Présentation
La sonate K. 77 en ré mineur est notée Moderato è cantabile − Minuet. Il s'agit de deux pièces réunies pour la première fois en paire, comme Scarlatti le fera presque systématiquement ensuite. « La conception incite à une exécution en formation de chambre avec soliste et continuo ». Une belle mélodie accompagnée prélude au menuet à 
.

## Manuscrit
L'unique manuscrit est le numéro 42 du volume XIV de Venise (1752), copié pour Maria Barbara.

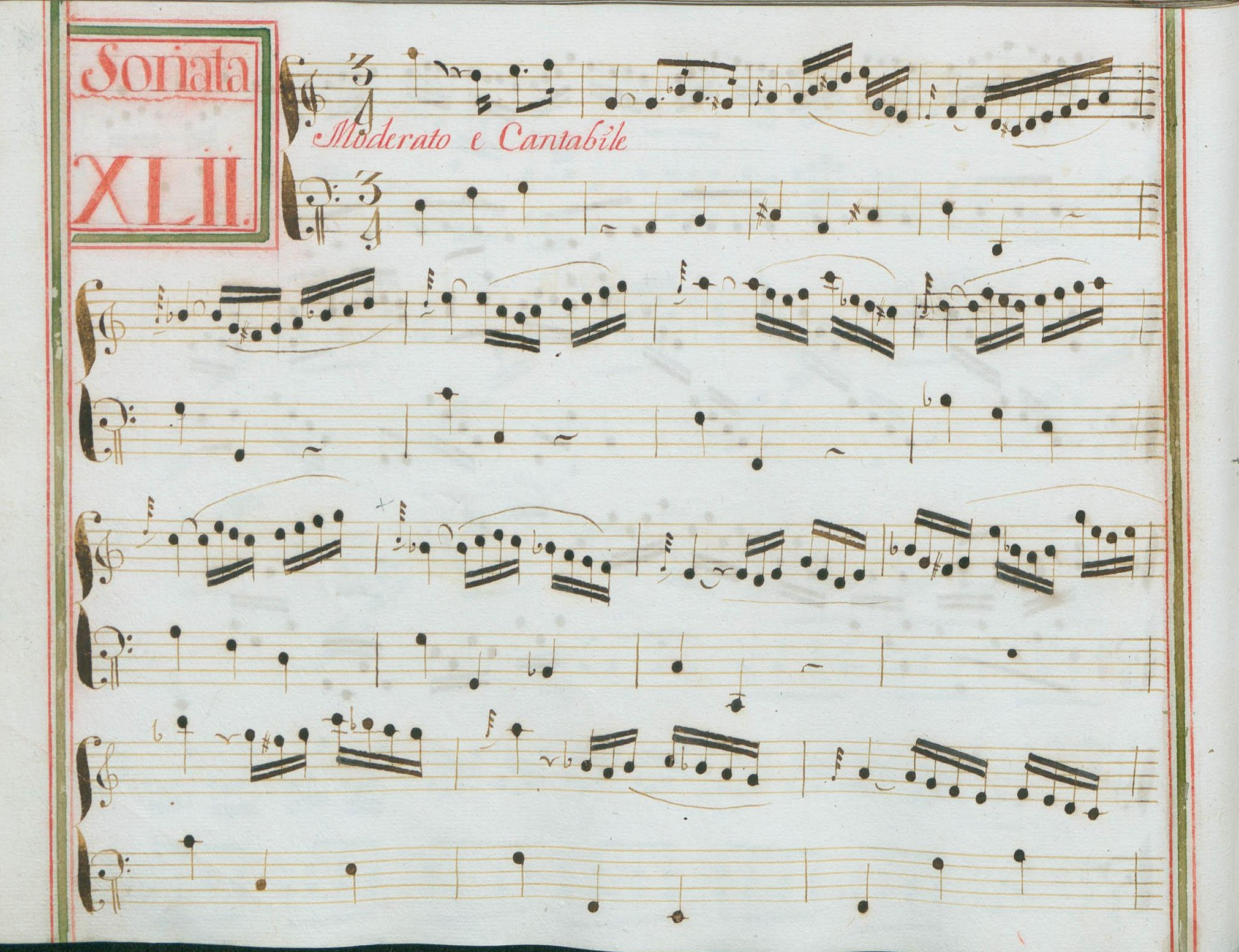
Venise XIV 42 (début).
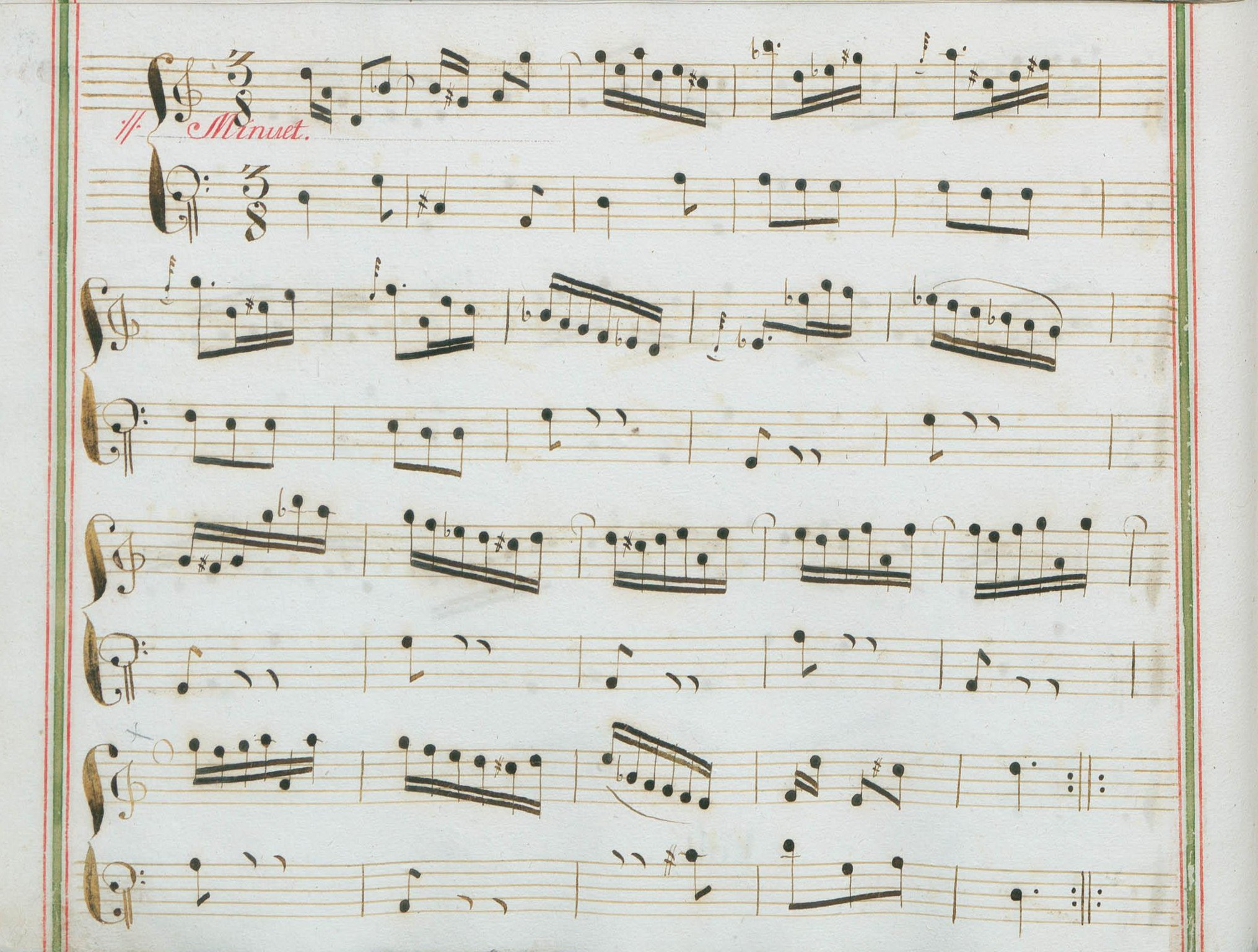
K. 77, le menuet.

## Interprètes
La sonate K. 77 est interprétée au piano, notamment par Francesco Nicolosi (2007, Naxos, vol. 9), Carlo Grante (2009, Music & Arts, vol. 2) ; au clavecin, elle est enregistrée par Scott Ross (1985, Erato), Laura Alvini (Frame), Ottavio Dantone (1997, Stradivarius), Richard Lester (2005, Nimbus, vol. 6) et Pieter-Jan Belder (Brilliant Classics, vol. 6).
Narciso Yepes l'a jouée à la guitare, dans sa transcription (1985, DG), ainsi qu'Alberto Mesirca (2007, Paladino Music).
Ksenija Sidorova livre une interprétation à l'accordéon (2011, Champs Hill) et l'ensemble La Tempestad en donne une version de chambre avec flûte traversière, dans un arrangement de Silvia Márquez Chulilla, jointe aux autres sonates en trio de Scarlatti (2018, IBS Classical).
Marco Ghirotti l'interprète à l'orgue (2007, Tactus).

## Sources
: document utilisé comme source pour la rédaction de cet article.
- Ralph Kirkpatrick (trad. de l'anglais par Dennis Collins), Domenico Scarlatti, Paris, Lattès, coll. « Musique et Musiciens », 1982 (1re éd. 1953 (en)), 493 p. (OCLC 954954205, BNF 34689181).
- Alain de Chambure, « Domenico Scarlatti : Intégrale des sonates — Scott Ross », p. 180, Erato (2564-62092-2), 1985 (OCLC 891183737) .